# Amélie Cordelier de La Noue
Pour les articles homonymes, voir Cadeau (homonymie).
Amélie Cordelier de La Noue, née Amélie Cadeau le 17 avril 1808 à Montluçon et morte le 14 juin 1849 à Paris, est une peintre française.

## Biographie
Françoise Amélie Cadeau est la fille du peintre René Cadeau et de Marie Jeanne Fillidier.
En 1835, elle épouse Étienne Casimir Hippolyte Cordellier-Delanoue.
Elle expose au Salon en 1837 Une scène du Misantrope et en 1842 la Reddition de la ville de Calais, en 1346.
Elle meurt à Paris le 14 juin 1849,. Elle est inhumée le lendemain au cimetière du Montparnasse.